# Björnkult
Björnkult, religiös ritual som utförs vid dödandet av en björn. Förekommer bland samtliga cirkumpolära religioner (Skandinavien och Finland, Sibirien, Nordamerika). Ritualen innebär att björnen fälls, äts upp helt och hållet (även märgen) samt offras. I de mest formella sammanhangen offras benbitarna i den ordning som de äts upp och begravs på det sätt som de suttit på djuret. De skandinaviska samernas björnkult har inspirerat flera sydeuropeiska konstnärer och författare, speciellt för den uppgift schamanen hade i ritualen.